# 练达

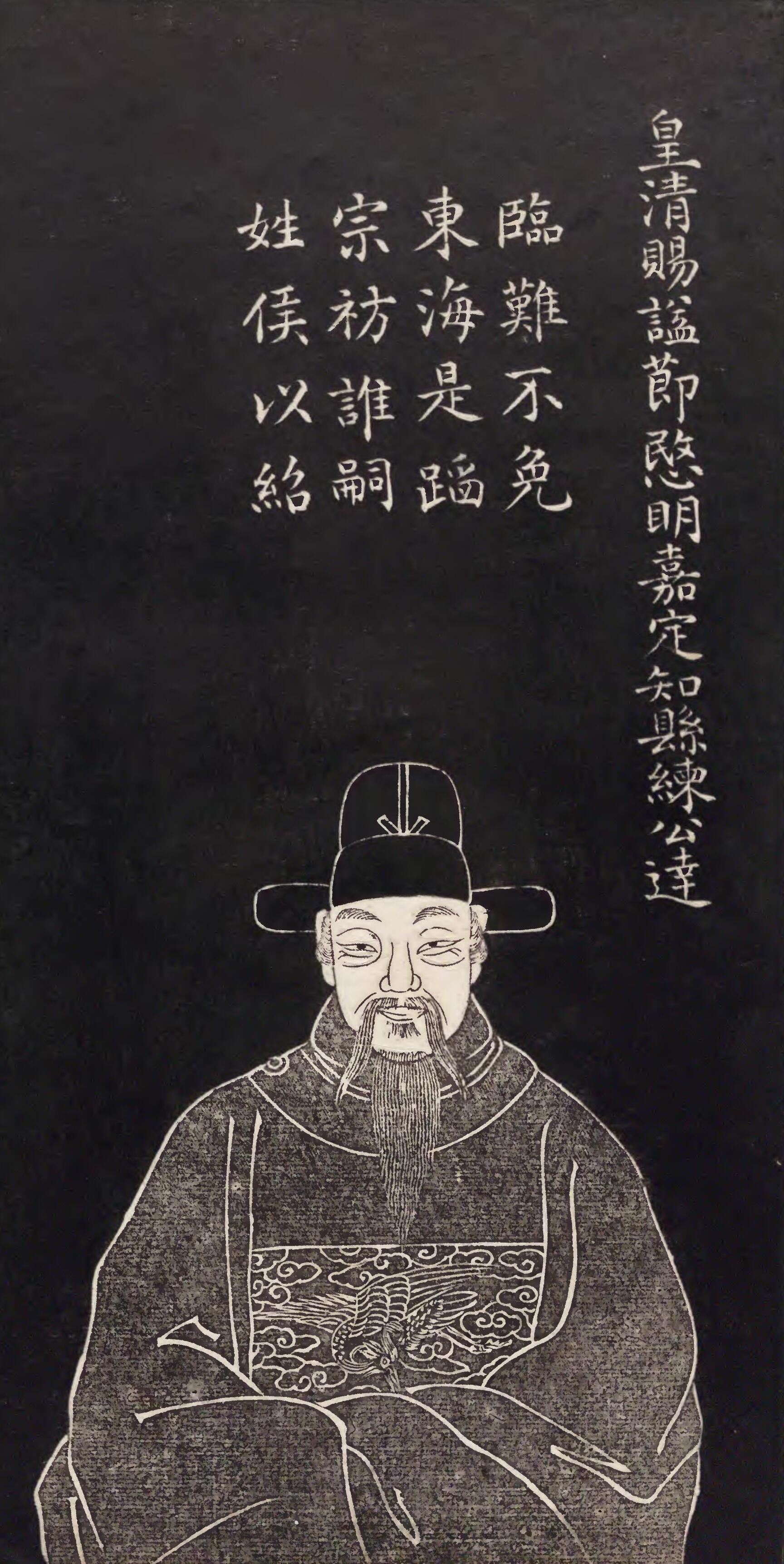
練達

练达，江西新淦縣人，原籍福建浦城。明朝政治人物。
练达曾于1402年接替樊镇任嘉定县知县一职，1409年由朱显宗接任。